# Де Лукка, Леонардо
Леонардо Де Лукка (исп. Leonardo De Lucca; неизвестно — неизвестно) — уругвайский легкоатлет, позже — футбольный тренер.

## Биография
Де Лукка первоначально был активным спортсменом, представлял Уругвай на спортивных турнирах, включая чемпионаты Южной Америки, где в 1919 и в 1920 году он завоевал медали в метании диска и молота. После окончания карьеры легкоатлета он стал футбольным тренером.
В 1923 году Де Лукка заменил Педро Оливьери в должности тренера сборной Уругвая, во главе которой он выиграл чемпионат Южной Америки по футболу 1923 года. Его команда одержала победы над Парагваем (2:0), Бразилией (2:1) и Аргентиной (2:0). В 1924 году пост главного тренера сборной Уругвая занял Эрнесто Мелианте.
В 1932 году Де Лукка стал первым тренером «Пеньяроля» как профессионального клуба. В том же году он привёл клуб к титулу чемпиона Уругвая. Он был также близок к тому, чтобы повторить этот успех в следующем сезоне, но в чемпионате 1933 года «Пеньяроль» после захватывающих трёх матчей плей-офф уступил «Насьоналю» со счётом 3:2. Также возглавлял «Пеньяроль» в 1941—1943 годах.

## Титулы в качестве тренера
- Чемпион Уругвая: 1932
- Чемпион Южной Америки: 1923